# Долгих Іван Олегович
Іван Олегович Долгих  — капітан 2 рангу Збройних сил України, учасник російсько-української війни, що відзначився під час російського вторгнення в Україну в 2022 році.

## Життєпис
Під час навчання на третьому курсі Військово-морського коледжу старшинського складу Академії військово-морських сил імені П. С. Нахімова (м. Севастополь) в 2012 році за особливі успіхи в навчанні та зразкову військову дисципліну одержував соціальну стипендію Верховної Ради України. Він разом з 102 курсантами не зрадив присязі в 2014 році під час окупації Криму. Завершив навчання на факультеті Військово-морських сил «Одеської морської академії». Служив на кораблі управління «Славутич» старшиною артилерійської команди. У 2018—2020 роках був командиром малого броньованого артилерійського катеру «Лубни»

## Нагороди
- орден «За мужність» III ступеня (2022) — за особисту мужність і самовіддані дії, виявлені у захисті державного суверенітету та територіальної цілісності України, вірність військовій присязі[5]..
- медаль «За військову службу Україні» (2021) — за самовіддане служіння Українському народу, зразкове виконання військового обов'язку та з нагоди Дня Військово-Морських Сил Збройних Сил України.